# Sam Cooke

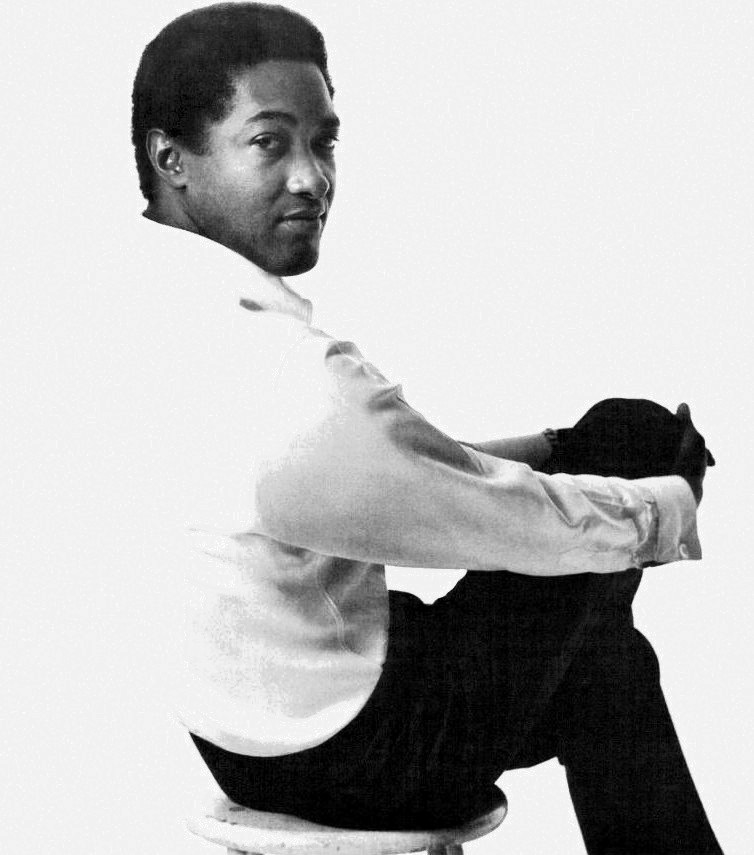
Sam Cooke (1964)

Samuel „Sam“ Cooke (* 22. Januar 1931 in Clarksdale, Mississippi; † 11. Dezember 1964 in Los Angeles, Kalifornien) war ein US-amerikanischer Sänger und Songschreiber. Er gilt als einer der „Väter“ des Soul. Er wurde ab Ende der 1950er-Jahre mit Liedern wie Wonderful World, A Change Is Gonna Come und You Send Me berühmt und beeinflusste viele spätere Künstler.

## Leben
Zusammen mit seinen Geschwistern startete Cooke in der Formation Soul Children, gefolgt von der Gruppe Highway QCs, der er als Teenager angehörte. 1950 erreichte er mit der Gruppe The Soul Stirrers erste Erfolge und Ruhm in der Gospel-Gemeinde.
Seine erste Single, Lovable (1956), veröffentlichte er unter dem Pseudonym Dale Cooke. Die Plattenfirma der Soul Stirrers, Specialty Records, war daraufhin verärgert und setzte Cooke und dessen Produzenten Bumps Blackwell unter Druck, sodass beide 1957 ihre Verträge auflösten und zu Keen Records wechselten. Dort hatte Cooke mit seinem Song You Send Me kommerziellen Erfolg und eroberte den ersten Platz der amerikanischen Single-Charts.
Im Gegensatz zu den meisten Soul-Sängern schrieb Cooke seine Songs auch selbst und gründete in den 1960er-Jahren sein eigenes Musiklabel SAR Records. Bei diesem nahm er unter anderem die Musikgruppen The Simms Twins und The Valentinos sowie Bobby Womack und Johnnie Taylor unter Vertrag.
Sam Cooke verließ Keen Records und schloss mit dem Major-Label RCA einen Vertrag ab. Seine erste Single, Chain Gang, wurde einer seiner bekanntesten Songs. Weitere Hits, wie Cupid, Sad Mood, Bring it on Home to Me, Another Saturday Night, Twistin' the Night Away und Wonderful World, folgten.
Am 11. Dezember 1964 wurde Sam Cooke im Hacienda Motel in Los Angeles von der Motelmanagerin Bertha Franklin erschossen. Franklin behauptete bei der Vernehmung, Cooke in Notwehr erschossen zu haben, nachdem er in ihr Büro eingedrungen sei und sie angegriffen habe. Die genauen Todesumstände wurden nicht geklärt. Sein Grab befindet sich im Forest Lawn Memorial Park in Glendale, Kalifornien.
Cooke, für den bis zu dessen Tod der Musikmanager Allen Klein, laut Paul McCartney „ein New Yorker Gauner“, arbeitete, war einer der ersten schwarzen Musiker, die einen eigenen Verlag besaßen.

## Nachwirkungen
Postum folgten einige Veröffentlichungen, von denen viele Hits wurden, darunter der Protestsong A Change Is Gonna Come. In den 1980er-Jahren wurde sein Song Wonderful World durch den Einsatz in der Werbung noch einmal immens populär. Außerdem existieren Coverversionen von Cooke-Songs bekannter Interpreten wie beispielsweise von Rod Stewart, Cat Stevens, Otis Redding, Aretha Franklin, Smokey Robinson, Art Garfunkel, James Morrison, Amy Winehouse, Duffy und Jeff Johnson. Darüber hinaus hatte sein Neffe R. B. Greaves mit Take A Letter, Maria Ende der 1960er-Jahre einen Welthit.
- Sam Cooke wurde im Jahr 1986 in die Rock and Roll Hall of Fame aufgenommen.[5]
- Sam Cooke wurde im Jahr 1987 in die Songwriters Hall of Fame aufgenommen.[6]
- Sam Cooke wurde im Jahr 1999 mit dem Grammy Lifetime Achievement Award ausgezeichnet.
- Sam Cooke wurde im Jahr 2004 vom Magazin Rolling Stone auf den 16. Platz der 100 größten Musiker aller Zeiten gewählt.[7][8] Dieselbe Zeitschrift listete ihn 2008 auf den vierten Platz der Wahl zum größten Sänger aller Zeiten[9] sowie 2015 auf Rang 86 der 100 größten Songwriter aller Zeiten.[10]
- Im Juni 2011 nannte die Stadt Chicago einen Teil der East 36th Street nahe der Cottage Grove Avenue in „Sam Cooke Way“. Hier hatte Cooke als Teenager Zeit verbracht.[11]
- Sam Cooke wurde im Jahr 2013 in die Rhythm & Blues Music Hall of Fame in Cleveland, Ohio an der Cleveland State University aufgenommen.
- A Change Is Gonna Come belegt Platz 3 der 500 besten Songs aller Zeiten des Rolling Stone. Die Bürgerrechtshymne wurde 2000 in die Grammy Hall of Fame und 2006 in die National Recording Registry der Library of Congress aufgenommen.[12][13] Die Website Pitchfork wählte A Change Is Gonna Come auf Platz 3 der 200 besten Songs der 1960er Jahre.[14]
- You Send Me wurde 1998, (What a) Wonderful World 2014 und Bring It on Home to Me 2018 in die Grammy Hall of Fame aufgenommen.[12]
- In dem Film One Night in Miami (2020) wird Cooke von Leslie Odom Jr. gespielt.

## Diskografie

### Studioalben
| Jahr | Titel                            | Höchstplatzierung, Gesamtwochen, AuszeichnungChartplatzierungen (Jahr, Titel, Platzierungen, Wochen, Auszeichnungen, Anmerkungen) | Höchstplatzierung, Gesamtwochen, AuszeichnungChartplatzierungen (Jahr, Titel, Platzierungen, Wochen, Auszeichnungen, Anmerkungen) | Höchstplatzierung, Gesamtwochen, AuszeichnungChartplatzierungen (Jahr, Titel, Platzierungen, Wochen, Auszeichnungen, Anmerkungen) | Höchstplatzierung, Gesamtwochen, AuszeichnungChartplatzierungen (Jahr, Titel, Platzierungen, Wochen, Auszeichnungen, Anmerkungen) | Höchstplatzierung, Gesamtwochen, AuszeichnungChartplatzierungen (Jahr, Titel, Platzierungen, Wochen, Auszeichnungen, Anmerkungen) | Höchstplatzierung, Gesamtwochen, AuszeichnungChartplatzierungen (Jahr, Titel, Platzierungen, Wochen, Auszeichnungen, Anmerkungen) | Anmerkungen                              |
| Jahr | Titel                            | DE | AT | CH | UK | US | R&B | Anmerkungen                              |
| ---- | -------------------------------- | --- | --- | --- | --- | --- | --- | ---------------------------------------- |
| 1958 | Songs by Sam Cooke               | — | — | — | — | — | — | Erstveröffentlichung: Februar 1958       |
| 1958 | Encore                           | — | — | — | — | — | — | Erstveröffentlichung: 17. November 1958  |
| 1958 | Sam Cooke Sings                  | — | — | — | — | US16 (2 Wo.)US | — | Erstveröffentlichung: 1958               |
| 1959 | Tribute to the Lady              | — | — | — | — | — | — | Erstveröffentlichung: 13. April 1959     |
| 1959 | Hit Kit                          | — | — | — | — | — | — | Erstveröffentlichung: 11. Oktober 1959   |
| 1960 | Cooke’s Tour                     | — | — | — | — | — | — | Erstveröffentlichung: 25. März 1960      |
| 1960 | Hits of the 50’s                 | — | — | — | — | — | — | Erstveröffentlichung: 23. August 1960    |
| 1960 | The Wonderful World of Sam Cooke | — | — | — | — | — | — | Erstveröffentlichung: 7. Oktober 1960    |
| 1961 | Swing Low                        | — | — | — | — | — | — | Erstveröffentlichung: 21. März 1961      |
| 1961 | My Kind of Blues                 | — | — | — | — | — | — | Erstveröffentlichung: 11. September 1961 |
| 1962 | Twistin’ the Night Away          | — | — | — | — | US72 (8 Wo.)US | — | Erstveröffentlichung: April 1962         |
| 1963 | Mr. Soul                         | — | — | — | — | US94 (9 Wo.)US | — | Erstveröffentlichung: Februar 1963       |
| 1963 | Night Beat                       | — | — | — | — | US62 (19 Wo.)US | — | Erstveröffentlichung: August 1963        |
| 1964 | Ain’t That Good News             | — | — | — | — | US34 (19 Wo.)US | — | Erstveröffentlichung: 1. März 1964       |
| 1965 | Shake                            | — | — | — | — | US44 (23 Wo.)US | R&B1 (15 Wo.)R&B | Erstveröffentlichung: 27. Januar 1965    |
| 1965 | Try a Little Love                | — | — | — | — | US120 (7 Wo.)US | — | Erstveröffentlichung: Oktober 1965       |

grau schraffiert: keine Chartdaten aus diesem Jahr verfügbar

### Livealben
| Jahr | Titel                                | Höchstplatzierung, Gesamtwochen, AuszeichnungChartplatzierungen (Jahr, Titel, Platzierungen, Wochen, Auszeichnungen, Anmerkungen) | Höchstplatzierung, Gesamtwochen, AuszeichnungChartplatzierungen (Jahr, Titel, Platzierungen, Wochen, Auszeichnungen, Anmerkungen) | Höchstplatzierung, Gesamtwochen, AuszeichnungChartplatzierungen (Jahr, Titel, Platzierungen, Wochen, Auszeichnungen, Anmerkungen) | Höchstplatzierung, Gesamtwochen, AuszeichnungChartplatzierungen (Jahr, Titel, Platzierungen, Wochen, Auszeichnungen, Anmerkungen) | Höchstplatzierung, Gesamtwochen, AuszeichnungChartplatzierungen (Jahr, Titel, Platzierungen, Wochen, Auszeichnungen, Anmerkungen) | Höchstplatzierung, Gesamtwochen, AuszeichnungChartplatzierungen (Jahr, Titel, Platzierungen, Wochen, Auszeichnungen, Anmerkungen) | Anmerkungen                                                     |
| Jahr | Titel                                | DE | AT | CH | UK | US | R&B | Anmerkungen                                                     |
| ---- | ------------------------------------ | --- | --- | --- | --- | --- | --- | --------------------------------------------------------------- |
| 1964 | Sam Cooke at the Copa                | — | — | — | — | US29 (55 Wo.)US | R&B1 (27 Wo.)R&B | Erstveröffentlichung: 6. Oktober 1964                           |
| 1995 | Live at the Harlem Square Club, 1963 | — | — | — | — | US134 (8 Wo.)US | — | Erstveröffentlichung: Juni 1985 Platz 443 der Rolling-Stone-500 |

grau schraffiert: keine Chartdaten aus diesem Jahr verfügbar

### Kompilationen
| Jahr | Titel                           | Höchstplatzierung, Gesamtwochen, AuszeichnungChartplatzierungen (Jahr, Titel, Platzierungen, Wochen, Auszeichnungen, Anmerkungen) | Höchstplatzierung, Gesamtwochen, AuszeichnungChartplatzierungen (Jahr, Titel, Platzierungen, Wochen, Auszeichnungen, Anmerkungen) | Höchstplatzierung, Gesamtwochen, AuszeichnungChartplatzierungen (Jahr, Titel, Platzierungen, Wochen, Auszeichnungen, Anmerkungen) | Höchstplatzierung, Gesamtwochen, AuszeichnungChartplatzierungen (Jahr, Titel, Platzierungen, Wochen, Auszeichnungen, Anmerkungen) | Höchstplatzierung, Gesamtwochen, AuszeichnungChartplatzierungen (Jahr, Titel, Platzierungen, Wochen, Auszeichnungen, Anmerkungen) | Höchstplatzierung, Gesamtwochen, AuszeichnungChartplatzierungen (Jahr, Titel, Platzierungen, Wochen, Auszeichnungen, Anmerkungen) | Anmerkungen                                                                                   |
| Jahr | Titel                           | DE | AT | CH | UK | US | R&B | Anmerkungen                                                                                   |
| ---- | ------------------------------- | --- | --- | --- | --- | --- | --- | --------------------------------------------------------------------------------------------- |
| 1962 | The Best of Sam Cooke           | — | — | — | — | US22 (35 Wo.)US | R&B5 (5 Wo.)R&B | Erstveröffentlichung: August 1962                                                             |
| 1965 | The Best of Sam Cooke, Volume 2 | — | — | — | — | US128 (8 Wo.)US | R&B7 (2 Wo.)R&B | Erstveröffentlichung: Juli 1965                                                               |
| 1986 | The Man and His Music           | DE21 (15 Wo.)DE | — | — | UK8 Gold · (27 Wo.)UK | US175 (8 Wo.)US | — | Erstveröffentlichung: 1. Februar 1986                                                         |
| 2003 | Portrait of a Legend 1951-1964  | — | — | — | UK19 Platin · (25 Wo.)UK | US135 (1 Wo.)US | — | Erstveröffentlichung: 17. Juni 2003 in US erst 2012 platziert Platz 106 der Rolling-Stone-500 |

grau schraffiert: keine Chartdaten aus diesem Jahr verfügbar
Weitere Kompilationen
| - 1960: I Thank God - 1965: The Gospel Soul of Sam Cooke with the Soul Stirrers - 1965: Try a Little Love - 1966: The Unforgettable Sam Cooke - 1969: Cha Cha Cha - 1969: Only Sixteen - 1969: Sam’s Songs - 1969: So Wonderful - 1969: The Late & Great Sam Cooke - 1969: The One and Only Sam Cooke - 1970: The 2 Sides of Sam Cooke - 1970: This Is Sam Cooke - 1972: Golden Sounds - 1974: The Legendary Sam Cooke - 1975: Sam Cooke Interprets Billie Holiday - 1976: Golden Age - 1976: Sings the Billie Holiday Story - 1979: When I Fall in Love - 1981: Havin’ a Party - 1983: Fabulous Sam Cooke - 1983: His Greatest Hits - 1984: Solitude - 1986: Forever | - 1986: Around the World - 1987: 20 Greatest Hits - 1987: An Original - 1987: Swing out Brother - 1987: Wonderful World: The Best of Sam Cooke - 1989: World of Sam Cooke - 1990: Sam Cooke & the Soul Stirrers - 1991: 24 Golden Hits - 1991: His Earliest Recordings - 1993: You Send Me - 1994: The SAR Records Story - 1995: The Rhythm and the Blues - 1998: 20 Great Hits - 1998: Greatest Hits - 2000: 16 Most Requested Songs - 2000: Sam Cooke Collection - 2000: The Man Who Invented Soul - 2001: Hits - 2002: The Best of Sam Cooke - 2002: Keep Movin’ On - 2002: The Complete Specialty Recordings of Sam Cooke - 2005: The Best of Sam (UK: Gold) - 2011: The RCA Albums Collection |

### Singles
| Jahr | Titel Album                                                            | Höchstplatzierung, Gesamtwochen, AuszeichnungChartplatzierungen (Jahr, Titel, Album, Platzierungen, Wochen, Auszeichnungen, Anmerkungen) | Höchstplatzierung, Gesamtwochen, AuszeichnungChartplatzierungen (Jahr, Titel, Album, Platzierungen, Wochen, Auszeichnungen, Anmerkungen) | Höchstplatzierung, Gesamtwochen, AuszeichnungChartplatzierungen (Jahr, Titel, Album, Platzierungen, Wochen, Auszeichnungen, Anmerkungen) | Höchstplatzierung, Gesamtwochen, AuszeichnungChartplatzierungen (Jahr, Titel, Album, Platzierungen, Wochen, Auszeichnungen, Anmerkungen) | Höchstplatzierung, Gesamtwochen, AuszeichnungChartplatzierungen (Jahr, Titel, Album, Platzierungen, Wochen, Auszeichnungen, Anmerkungen) | Höchstplatzierung, Gesamtwochen, AuszeichnungChartplatzierungen (Jahr, Titel, Album, Platzierungen, Wochen, Auszeichnungen, Anmerkungen) | Höchstplatzierung, Gesamtwochen, AuszeichnungChartplatzierungen (Jahr, Titel, Album, Platzierungen, Wochen, Auszeichnungen, Anmerkungen) | Anmerkungen | [↑]: gemeinsam behandelt mit vorhergehendem Eintrag; [←]: in beiden Charts platziert |
| Jahr | Titel Album                                                            | DE | AT | CH | UK | US | R&B | A. C. | Anmerkungen |                                                                                      |
| ---- | ---------------------------------------------------------------------- | --- | --- | --- | --- | --- | --- | --- | --- | ------------------------------------------------------------------------------------ |
| 1957 | You Send Me Songs by Sam Cooke                                         | — | — | — | UK29 (1 Wo.)UK | US1 (26 Wo.)US | R&B1 (18 Wo.)R&B | — | Erstveröffentlichung: August 1957 Platz 115 der Rolling-Stone-500, Rock and Roll Hall of Fame                            |                                                                                      |
| 1957 | Summertime Songs by Sam Cooke[DE: ↑][AT: ↑][CH: ↑]                     | — | — | — | — | US81 (4 Wo.)US | — | — | B-Seite von You Send Me                                                                                                  |                                                                                      |
| 1957 | I’ll Come Running Back to You –                                        | — | — | — | — | US22 (14 Wo.)US | R&B1 (10 Wo.)R&B | — | Erstveröffentlichung: 7. September 1957                                                                                  |                                                                                      |
| 1957 | Forever –[DE: ↑][AT: ↑][CH: ↑][UK: ↑]                                  | — | — | — | — | US60 (5 Wo.)US | — | — | B-Seite von I’ll Come Running Back to You                                                                                |                                                                                      |
| 1957 | (I Love You) For Sentimental Reasons Hit Kit                           | — | — | — | — | US43 (11 Wo.)US | R&B15 (1 Wo.)R&B | — | Erstveröffentlichung: 1. Dezember 1957                                                                                   |                                                                                      |
| 1957 | Desire Me The Wonderful World of Sam Cooke[DE: ↑][AT: ↑][CH: ↑][UK: ↑] | — | — | — | — | US47 (12 Wo.)US | R&B17 (1 Wo.)R&B | — | B-Seite von (I Love You) For Sentimental Reasons                                                                         |                                                                                      |
| 1958 | You Were Made For Me The Wonderful World of Sam Cooke                  | — | — | — | — | US39 (13 Wo.)US | R&B7 (2 Wo.)R&B | — | Erstveröffentlichung: 21. März 1958                                                                                      |                                                                                      |
| 1958 | Lonely Island Hit Kit[DE: ↑][AT: ↑][CH: ↑][UK: ↑]                      | — | — | — | — | US39 (7 Wo.)US | R&B10 (2 Wo.)R&B | — | B-Seite von You Were Made For Me                                                                                         |                                                                                      |
| 1958 | Win Your Love For Me Hit Kit                                           | — | — | — | — | US33 (17 Wo.)US | R&B4 (17 Wo.)R&B | — | Erstveröffentlichung: 14. Juli 1968                                                                                      |                                                                                      |
| 1958 | Love You Most of All Hit Kit                                           | — | — | — | — | US26 (16 Wo.)US | R&B12 (15 Wo.)R&B | — | |                                                                                      |
| 1959 | Everybody Likes to Cha Cha Cha Hit Kit                                 | — | — | — | — | US31 (13 Wo.)US | R&B2 (14 Wo.)R&B | — | Erstveröffentlichung: 2. Februar 1959                                                                                    |                                                                                      |
| 1959 | Only Sixteen Hit Kit                                                   | — | — | — | UK23 (4 Wo.)UK | US28 (10 Wo.)US | R&B13 (6 Wo.)R&B | — | Erstveröffentlichung: 25. Mai 1959                                                                                       |                                                                                      |
| 1959 | There, I’ve Said It Again The Wonderful World of Sam Cooke             | — | — | — | — | US81 (5 Wo.)US | R&B25 (1 Wo.)R&B | — | Erstveröffentlichung: 28. September 1959                                                                                 |                                                                                      |
| 1960 | Teenage Sonata –                                                       | — | — | — | — | US50 (7 Wo.)US | R&B22 (2 Wo.)R&B | — | Erstveröffentlichung: 15. Februar 1960                                                                                   |                                                                                      |
| 1960 | Wonderful World The Wonderful World of Sam Cooke                       | DE2 a (23 Wo.)DE | AT18 a (8 Wo.)AT | CH7 a (11 Wo.)CH | UK2 a Gold · (19 Wo.)UK | US12 (15 Wo.)US | R&B2 (10 Wo.)R&B | — | Erstveröffentlichung: 14. April 1960 Nummer-eins-Hits in Belgien und in den Niederlanden Platz 373 der Rolling-Stone-500 |                                                                                      |
| 1960 | Chain Gang Swing Low                                                   | — | — | — | UK9 (11 Wo.)UK | US2 (16 Wo.)US | R&B2 (13 Wo.)R&B | — | Erstveröffentlichung: 26. Juli 1960                                                                                      |                                                                                      |
| 1960 | Sad Mood –                                                             | — | — | — | — | US29 (8 Wo.)US | R&B23 (5 Wo.)R&B | — | Erstveröffentlichung: 8. November 1960                                                                                   |                                                                                      |
| 1961 | That’s It – I Quit – I’m Movin’ On Twistin’ the Night Away             | — | — | — | — | US31 (8 Wo.)US | R&B25 (4 Wo.)R&B | — | Erstveröffentlichung: 14. Februar 1961                                                                                   |                                                                                      |
| 1961 | Cupid –                                                                | — | — | — | UK7 (14 Wo.)UK | US17 (12 Wo.)US | R&B20 (6 Wo.)R&B | — | Erstveröffentlichung: 16. Mai 1961 Platz 452 der Rolling-Stone-500                                                       |                                                                                      |
| 1961 | Feel It –                                                              | — | — | — | — | US56 (9 Wo.)US | — | — | Erstveröffentlichung: 29. August 1961                                                                                    |                                                                                      |
| 1961 | It’s All Right –[DE: ↑][AT: ↑][CH: ↑][UK: ↑]                           | — | — | — | — | US93 (1 Wo.)US | — | — | B-Seite von Feel It |                                                                                      |
| 1962 | Twistin’ the Night Away                                                | — | — | — | UK6 Silber · (14 Wo.)UK | US9 (15 Wo.)US | R&B1 (15 Wo.)R&B | — | Erstveröffentlichung: 9. Januar 1962                                                                                     |                                                                                      |
| 1962 | Bring It On Home to Me –                                               | — | — | — | UK— GoldUK | US13 (11 Wo.)US | R&B2 (18 Wo.)R&B | — | Erstveröffentlichung: 8. Mai 1962 Rock and Roll Hall of Fame                                                             |                                                                                      |
| 1962 | Having a Party –[DE: ↑][AT: ↑][CH: ↑][UK: ↑]                           | — | — | — | UK— GoldUK | US17 (15 Wo.)US | R&B4 (11 Wo.)R&B | A. C.12 (2 Wo.)A. C. | B-Seite von Bring It On Home to Me                                                                                       |                                                                                      |
| 1962 | Somebody Have Mercy Twistin’ the Night Away                            | — | — | — | — | US70 (6 Wo.)US | R&B3 (15 Wo.)R&B | — | Erstveröffentlichung: 11. September 1962                                                                                 |                                                                                      |
| 1962 | Nothing Can Change This Love Mr. Soul[DE: ↑][AT: ↑][CH: ↑][UK: ↑]      | — | — | — | — | US12 (11 Wo.)US | R&B2 (12 Wo.)R&B | A. C.4 (10 Wo.)A. C. | B-Seite von Somebody Have Mercy                                                                                          |                                                                                      |
| 1962 | Send Me Some Lovin’ Mr. Soul                                           | — | — | — | — | US13 (9 Wo.)US | R&B2 (10 Wo.)R&B | — | Erstveröffentlichung: 28. Dezember 1962                                                                                  |                                                                                      |
| 1962 | Baby, Baby, Baby −[DE: ↑][AT: ↑][CH: ↑][UK: ↑]                         | — | — | — | — | US66 (7 Wo.)US | — | — | B-Seite von Send Me Some Lovin’                                                                                          |                                                                                      |
| 1963 | Another Saturday Night Ain’t That Good News                            | — | — | — | UK23 (13 Wo.)UK | US10 (11 Wo.)US | R&B1 (10 Wo.)R&B | — | Erstveröffentlichung: 2. April 1963 1986 in UK erneut auf Platz 75                                                       |                                                                                      |
| 1963 | Frankie and Johnny –                                                   | — | — | — | UK30 (6 Wo.)UK | US14 (11 Wo.)US | R&B4 (11 Wo.)R&B | A. C.2 (9 Wo.)A. C. | Erstveröffentlichung: 9. Juli 1963                                                                                       |                                                                                      |
| 1963 | Little Red Rooster Night Beat                                          | — | — | — | — | US11 (10 Wo.)US | R&B2 b (15 Wo.)R&B | — | Erstveröffentlichung: 8. Oktober 1963                                                                                    |                                                                                      |
| 1964 | Good News Ain’t That Good News                                         | — | — | — | — | US11 (10 Wo.)US | R&B1 b (14 Wo.)R&B | — | Erstveröffentlichung: 22. Januar 1964 auf dem zugehörigen Album wird der Songtitel als Ain’t That Good News angegeben    |                                                                                      |
| 1964 | Good Times Ain’t That Good News                                        | — | — | — | — | US11 (10 Wo.)US | R&B1 b (14 Wo.)R&B | — | Erstveröffentlichung: 30. Mai 1964                                                                                       |                                                                                      |
| 1964 | Tennessee Waltz Ain’t That Good News[DE: ↑][AT: ↑][CH: ↑][UK: ↑]       | — | — | — | — | US35 (8 Wo.)US | R&B6 b (15 Wo.)R&B | — | B-Seite von Good Times                                                                                                   |                                                                                      |
| 1964 | Cousin of Mine –                                                       | — | — | — | — | US31 (12 Wo.)US | R&B6 b (11 Wo.)R&B | A. C.7 (1 Wo.)A. C. | Erstveröffentlichung: 18. September 1964                                                                                 |                                                                                      |
| 1964 | That’s Where It’s At[DE: ↑][AT: ↑][CH: ↑][UK: ↑]                       | — | — | — | — | US93 (3 Wo.)US | R&B8 b (12 Wo.)R&B | — | B-Seite von Cousin of Mine                                                                                               |                                                                                      |
| 1964 | Shake                                                                  | — | — | — | — | US7 (11 Wo.)US | R&B2 (14 Wo.)R&B | — | Erstveröffentlichung: 22. Dezember 1965                                                                                  |                                                                                      |
| 1964 | A Change Is Gonna Come Ain’t That Good News[DE: ↑][AT: ↑][CH: ↑]       | — | — | — | UK— GoldUK | US31 (7 Wo.)US | — | — | B-Seite von Shake Platz 12 der Rolling-Stone-500, Rock and Roll Hall of Fame                                             |                                                                                      |
| 1965 | It’s Got the Whole World Shakin’ –                                     | — | — | — | — | US41 (7 Wo.)US | R&B15 (7 Wo.)R&B | — | Erstveröffentlichung: 23. März 1965                                                                                      |                                                                                      |
| 1965 | When a Boy Falls in Love Try a Little Love                             | — | — | — | — | US52 (5 Wo.)US | — | — | Erstveröffentlichung: 19. Mai 1965                                                                                       |                                                                                      |
| 1965 | Sugar Dumpling Twistin’ the Night Away                                 | — | — | — | — | US32 (9 Wo.)US | R&B18 (9 Wo.)R&B | — | Erstveröffentlichung: 6. Juli 1965                                                                                       |                                                                                      |
| 1966 | Let’s Go Steady Again Hit Kit                                          | — | — | — | — | US97 (1 Wo.)US | — | — | Erstveröffentlichung: 9. April 1966                                                                                      |                                                                                      |

grau schraffiert: keine Chartdaten aus diesem Jahr verfügbar

### Videoalben
- 2003 Sam Cooke – Legend

## Auszeichnungen für Musikverkäufe
| Goldene Schallplatte - Italien - 2023: für das Lied These Foolish Things (Remind Me of You) - Neuseeland - 2007: für das Album Portrait Of A Legend 1951-1964 | Platin-Schallplatte - Spanien - 2024: für die Single Wonderful World 2× Platin-Schallplatte - Neuseeland - 2024: für die Single Bring It On Home to Me - 2024: für die Single Wonderful World |

Anmerkung: Auszeichnungen in Ländern aus den Charttabellen bzw. Chartboxen sind in ebendiesen zu finden.
| Land/RegionAuszeichnungen für Musikverkäufe (Land/Region, Auszeichnungen, Verkäufe, Quellen) | Silber  | Gold     | Platin     | Verkäufe  | Quellen               |
| -------------------------------------------------------------------------------------------- | ------- | -------- | ---------- | --------- | --------------------- |
| Italien (FIMI)                                                                               | —       | Gold1    | —          | 50.000    | fimi.it               |
| Neuseeland (RMNZ)                                                                            | —       | Gold1    | 4× Platin4 | 127.500   | radioscope.net.nz NZ2 |
| Spanien (Promusicae)                                                                         | —       | —        | Platin1    | 60.000    | elportaldemusica.es   |
| Vereinigtes Königreich (BPI)                                                                 | Silber1 | 5× Gold5 | Platin1    | 1.900.000 | bpi.co.uk             |
| Insgesamt                                                                                    | Silber1 | 7× Gold7 | 6× Platin6 |           |                       |